# Испанско-руандийские отношения
Испанско-руандийские отношения — двусторонние и дипломатические отношения между Испанией и Руандой. У Руанды нет посольства в Испании, однако её посольство в Париже, Франция, аккредитовано при Испании и имеет почетное консульство в Мадриде. У Испании нет посольства в Руанде, однако ее посольство в Дар-эс-Саламе, Танзания, аккредитовано в Руанде и имеет почётное консульство в Кигали.

## История
Руанда и Испания установили дипломатические отношения в 1967 году.
После геноцида в Руанде 1994 года Испания направила 20 миротворцев и транспортный самолет для материально-технического обеспечения миссии Организации Объединенных Наций по содействию Руанде.
В 2008 году Высокий суд Испании потребовал экстрадиции 40 руандийских офицеров за их роль в геноциде. В то время как разбирательство началось в ответ на жалобы, поданные семьями 9 испанцев, которые были убиты, получили увечья или пропали без вести во время геноцида, обвинительное заключение в конечном итоге охватывало преступления, совершённые против руандийских и конголезских жертв в период с 1990 по 2002 год, и в первую очередь против членов этнической группы хуту бывшими и нынешними высокопоставленными военными чиновниками, что стало возможным благодаря правовой доктрине универсальной юрисдикции. Руандийские военные отклонили обвинения как клеветническую кампанию.
Премьер-министр Испании Хосе Луис Родригес Сапатеро, первоначально назначенный сопредседателем встречи ООН с президентом Руанды Полем Кагам в Мадриде в 2010 году, решил отказаться от участия в связи с судебным разбирательством против 40 руандийских офицеров. Испанские неправительственные организации и политические партии также призвали Сапатеро не встречаться с Кагаме. На время встречи его сменил министр иностранных дел Мигель Анхель Моратинос.
В июне 2015 года Карензи Караке, глава разведывательных служб Руанды, был арестован в Лондоне на основании европейского ордера на арест, выданного Испанией. Судья Фернандо Андреу, рассматривавший дело 2008 года, добивался экстрадиции Караке в Испанию. В Твиттере министр иностранных дел Руанды Луиза Мушикивабо обвинила западные страны в «унижении достоинства африканцев» и запросила объяснений у британского правительства. Караке был окончательно освобождён в августе 2015 года, после того как британский суд постановил, что британские законы, применимые к делу, не распространяются на действия неграждан Великобритании.
В октябре 2015 года, после ограничения испанским парламентом универсальной юрисдикции, дело против 40 руандийских офицеров было прекращено. Однако 29 человек всё ещё могут быть привлечены к ответственности, если они въедут на территорию Испании по обвинению в терроризме.
В декабре 2020 года министр иностранных дел Руанды Венсан Бирута и представительница Испании Аранча Гонсалес Лайя подписали меморандум о взаимопонимании, направленный на укрепление двусторонних отношений. В 2021 году Испания назвала Руанду страной, представляющей экономический интерес, в своей Африканской стратегии до 2023 года.

## Дипломатические отношения
В 1994 году Испания обратилась к народу Руанды, подчеркнув участие испанских войск в миссии, направленной в том году Организацией Объединённых Наций. Это была также первая страна, которая направила команду криминалистов и прокуроров на место вскоре после геноцида для сбора доказательств, которые позволили установить личность виновных в нём и привлечь их к ответственности. Объёмный результат этой работы, представленный ООН в 1995 году, был очень полезен для инициирования Международного уголовного трибунала по Руанде. В том же году Испания организовала из Найроби воздушный мост с использованием двух военных самолетов для доставки международной гуманитарной помощи сотням тысяч беженцев, размещённых в конголезском лагере в Гоме, в котором испанец руководил первым батальоном медицинских работников, развёрнутых там Всемирной организацией здравоохранения. Также благодаря помощи, предоставленной Испанией, психиатрическая больница Кигали была восстановлена после гражданской войны на средства, предоставленные Министерством здравоохранения хунты Андалусии.

## Экономические отношения
В 2012 году испанский экспорт в Руанду составил 6,58 млн евро. Основные экспортируемые товары состояли из: зондирующих устройств (44,5 % от общего количества); фотоэлектрических элементов (20,4 %); центробежных насосов (0,9 %); железных или стальных прутков (0,6 %) и медико-хирургических или лабораторных стерилизаторов (0,3 %). В 2013 году, до ноября, экспорт составил 1,7 миллиона евро.
Испанский импорт Руанды за тот же период составил 0,49 миллиона евро. Основными товарами, импортируемыми в 2012 году, были: кофе (75,3 % от общего объема); соки и растительные экстракты (18,9 %); орехи (3,5 %); катодные осциллографы (1,4 %) и плетеные изделия (0,6 %). В 2013 году, до ноября, импорт составил 0,9 миллиона евро, и INDRA SISTEMAS и ISOFOTON являются основными испанскими компаниями, работающими в Руанде.

## Сотрудничество
Руанда традиционно не была страной сотрудничества для Испании и не входит в список приоритетных стран Генерального плана сотрудничества Испании на 2013—2016 годы. Сотрудничество в целях развития, которое осуществляется с Руандой, осуществляется на многосторонней основе.
В период 2006—2009 годов автономные сообщества выделили Руанде в общей сложности 5 282 360 евро в качестве помощи в целях развития, среди которых выделяются Эстремадура (603 000 евро), Наварра (1 060 000 евро), Страна Басков (1 361 900 евро) и Валенсии (1 235 155 евро). Остальное — пунктуальный и незначительный вклад Андалусии, Балеареса, Арагона, Каталонии, Кастильи-Ла-Манчи и Кастильи-и-Леона.